# Биккенбах (Хунсрюк)
Биккенбах (нем. Bickenbach) — община в Германии, в земле Рейнланд-Пфальц.
Входит в состав района Рейн-Хунсрюк. Подчиняется управлению Эммельсхаузен. Население составляет 330 человек (на 31 декабря 2010 года). Занимает площадь 6,39 км².